# سوفی تاچر
سوفی بث‌شبا تاچر (انگلیسی: Sophie Bathsheba Thatcher؛ زادهٔ ۱۸ اکتبر ۲۰۰۰) بازیگر آمریکایی است. او حرفه‌اش را در سال ۲۰۱۶ با حضور در مجموعهٔ تلویزیونی شیکاگو پی.دی. آغاز کرد. از دیگر آثارش می‌توان به فیلم‌های بوگیمن (۲۰۲۳)، مرتد (۲۰۲۴) و همنشین (۲۰۲۵) و نیز مجموعهٔ ژاکت زردها (از ۲۰۲۱) و کتاب بوبا فت (۲۰۲۱) در جنگ ستارگان اشاره کرد.

## زندگی شخصی
تاچر قبلاً در محله‌های شرمن اوکس و سیلور لیک در لس‌آنجلس زندگی می‌کرد. او سپس در محله نیکولز کنیون، لس‌آنجلس به همراه دوست‌پسرش آستین فاینستین که موزیسین و عضو گروه موسیقی Slow Hollows است، سکونت داشت.